# Mapania kurzii
Mapania kurzii är en halvgräsart som beskrevs av Charles Baron Clarke. Mapania kurzii ingår i släktet Mapania och familjen halvgräs. Inga underarter finns listade i Catalogue of Life.